# Dobri laki
Dobri laki (bulgariska: Добри лаки) är ett distrikt i Bulgarien.   Det ligger i kommunen Obsjtina Strumjani och regionen Blagoevgrad, i den sydvästra delen av landet, 130 km söder om huvudstaden Sofia.
I omgivningarna runt Dobri laki växer i huvudsak blandskog. Runt Dobri laki är det ganska glesbefolkat, med 25 invånare per kvadratkilometer.